# Architiphia rasnitsyni
Architiphia rasnitsyni (лат.) — ископаемый вид ос рода Architiphia из семейства Tiphiidae. Один из древнейших представителей жалящих перепончатокрылых. Обнаружен в нижнемеловых отложениях Бразилии (формация Крато, аптский ярус, формация Santana, штат Сеара, Бразилия, около 120 млн лет).

## Описание
Длина тела 16 мм, длина переднего крыла 11 мм, длина заднего крыла 6 мм.
Вид Architiphia rasnitsyni был впервые описан по отпечатку тела, переднего и заднего крыльев в 1990 году энтомологом Д. Дарлингом (D. C. Darling). Включён в состав отдельного монотипического рода Architiphia Darling, 1990, древнейший представитель семейства Tiphiidae. Предварительно, новый вид отнесён к подсемейству Anthoboscinae из семейства Tiphiidae. Ранее древнейшие тифии были известны из палеоцена (Myzine madeleinae Piton 1940 (58 млн лет, Франция) и позднего мела Thanatotiphia nyx Engel et al. 2009) (95 млн лет, бирманский янтарь). Вместе с меловыми видами Cretoscolia montsecana, C. conquensis (130 млн лет, Испания), Protoscolia sinensis (130 млн лет, Китай), Archaeoscolia hispanica (130 млн лет, Испания), Priorvespa longiceps (130 млн лет, Забайкалье, Россия), Curiosivespa antiqua (120 млн лет, Бурятия, Россия) и другими это древнейшие представители надсемейства веспоидных ос (Vespoidea) из отряда перепончатокрылые. Сестринские таксоны: Anthobosca, Dryophiinae (Dryophia), Elis, Geotiphia, Lithotiphia, Methochinae (Brachymethoca), Myzinum, Paratiphia, Thanatotiphiinae (Thanatotiphia), Tiphia, Tiphiinae.
Родовое название Architiphia происходит от сочетания двух слов Archi + tiphia (древняя оса тифия). Видовое название A. rasnitsyni дано в честь российского палеоэнтомолога и гименоптеролога Александра Павловича Расницына (Палеонтологический институт РАН, Россия).